# 코호몰로지 연산
대수적 위상수학에서 코호몰로지 연산(cohomology演算, 영어: cohomology operation)은 코호몰로지 함자 사이의 자연 변환, 또는 이를 나타내는 에일렌베르크-매클레인 공간 사이의 연속 함수의 호모토피류이다.

## 정의

### 1차 코호몰로지 연산
자연수 {\displaystyle m,n\in \mathbb {N} } 및 아벨 군 {\displaystyle G,H\in \operatorname {Ab} }에 대하여, {\displaystyle (m,n;G,H)}형 1차 코호몰로지 연산(영어: primary cohomology operation of type {\displaystyle (m,n;G,H)})은 에일렌베르크-매클레인 공간 사이의 연속 함수의 호모토피류
{\displaystyle A\colon K(G,m)\to K(H,n)}
이다. {\displaystyle (m,n;G,H)}형 1차 코호몰로지 연산들의 집합은 에일렌베르크-매클레인 공간의 코호몰로지
{\displaystyle \operatorname {H} ^{n}\left(K(G,m);H\right)}
를 이룬다. {\displaystyle (m,n;G,H)}형 1차 코호몰로지 연산 {\displaystyle \alpha }는 코호몰로지 함자 사이의 자연 변환
{\displaystyle A_{*}\colon \operatorname {H} ^{m}(-;G)\Rightarrow \operatorname {H} ^{n}(-;H)}
을 유도한다.

### 2차 코호몰로지 연산
에일렌베르크-매클레인 공간은 다음과 같은 세르 올뭉치를 갖는다.
{\displaystyle K(H,n-1)\simeq \Omega K(H,n)\hookrightarrow {\mathcal {P}}K(H,n)\twoheadrightarrow K(H,n)}
여기서 {\displaystyle \Omega X=[\mathbb {S} ^{1},X]_{\bullet }}는 고리 공간, {\displaystyle {\mathcal {P}}X=[\mathbb {I} ,X]_{\bullet }}는 밑점에서 시작하는 경로 공간을 뜻한다. 임의의 1차 코호몰로지 연산 {\displaystyle \alpha \in \operatorname {H} ^{n}\left(K(G,m);H\right)}에 대하여, 올뭉치의 당김
{\displaystyle K(H,n-1){\stackrel {\iota }{\hookrightarrow }}\alpha ^{*}{\mathcal {P}}K(H,n){\stackrel {\pi }{\twoheadrightarrow }}K(G,m)}
을 정의할 수 있다. {\displaystyle A} 위의 {\displaystyle (H',n')}형 2차 코호몰로지 연산은 {\displaystyle A^{*}{\mathcal {P}}K(H,n)} 위의 코호몰로지류
{\displaystyle B\in \operatorname {H} ^{n'}(\alpha ^{*}{\mathcal {P}}K(H,n),n')}
이다. 즉, 다음과 같은 호모토피류들이 존재한다.
{\displaystyle {\begin{matrix}K(H,n-1)&{\stackrel {\iota }{\hookrightarrow }}&A^{*}{\mathcal {P}}K(H,n)&{\stackrel {\pi }{\twoheadrightarrow }}&K(G,m)\\&&\downarrow \scriptstyle B\\&&K(H',n')\end{matrix}}}
그렇다면,
{\displaystyle B\circ \iota \colon K(H,n-1)\to A^{*}{\mathcal {P}}K(H,n)\to K(H',n')}
를 사용하여
{\displaystyle (B\circ \iota )_{*}\colon \operatorname {H} ^{n-1}(X;H)\to \operatorname {H} ^{n'}(X;H')}
를 정의할 수 있다.
2차 코호몰로지 연산 {\displaystyle B\in \operatorname {H} ^{n'}(\alpha ^{*}{\mathcal {P}}K(H,n),n')}는 코호몰로지류 위의 함수
{\displaystyle B_{*}\colon (\ker A_{*}\subseteq \operatorname {H} ^{m}(X,G))\to {\frac {\operatorname {H} ^{n'}(X;H')}{(B\circ \iota )_{*}\operatorname {H} ^{n-1}(X;H)}}}
를 정의한다. 구체적으로, 코호몰로지류
{\displaystyle \alpha \colon X\to K(G,m)}
가 주어졌을 때,
{\displaystyle B_{*}(\alpha )=B\circ \pi ^{-1}\circ a\colon X\to \operatorname {H} ^{n'}(X;H')}
이다. 여기서 사용한 역함수 {\displaystyle \pi ^{-1}}는 일반적으로 잘 정의되지 않는다. 하지만,
- {\displaystyle \pi ^{-1}}는 {\displaystyle \ker A_{*}} 위에서 항상 하나 이상의 값을 갖는다.
- {\displaystyle \pi ^{-1}}는 일반적으로 여러 개의 값을 가지지만, 가능한 값들의 차는 모두 {\displaystyle (B\circ \iota )_{*}\operatorname {H} ^{n-1}(X;H)}에 속한다.

### 고차 코호몰로지 연산
보다 일반적으로, {\displaystyle k}차 코모홀로지 연산에 대응하는 {\displaystyle k+1}차 코호몰로지 연산의 개념을 정의할 수 있다. 예를 들어, 1차 코호몰로지 연산 {\displaystyle A_{1}\colon K(G_{0},n_{0})\to K(G_{1},n_{1})}에 대한 2차 코호몰로지 연산 {\displaystyle A_{2}\colon A_{1}^{*}{\mathcal {P}}K(G_{1},n_{1})\to K(G_{2},n_{2})}이 주어졌다고 할 때, 그 위의 3차 코호몰로지 연산은 호모토피류 {\displaystyle A_{3}\colon A_{2}^{*}{\mathcal {P}}K(G_{2},n_{2})\to K(G_{3},n_{3})}이다. 즉, 다음과 같다.
{\displaystyle {\begin{matrix}K(G_{1},n_{1}-1)&{\stackrel {\iota _{1}}{\hookrightarrow }}&A_{1}^{*}{\mathcal {P}}K(G_{1},n_{1})&{\stackrel {\pi _{1}}{\twoheadrightarrow }}&K(G_{0},n_{0})\\&&\downarrow \scriptstyle A_{2}\\&&K(G_{2},n_{2})\end{matrix}}}
{\displaystyle {\begin{matrix}K(G_{2},n_{2}-1)&{\stackrel {\iota _{2}}{\hookrightarrow }}&A_{2}^{*}{\mathcal {P}}K(G_{2},n_{2})&{\stackrel {\pi _{2}}{\twoheadrightarrow }}&A_{1}^{*}{\mathcal {P}}K(G_{1},n_{1})\\&&\downarrow \scriptstyle A_{3}\\&&K(G_{3},n_{3})\end{matrix}}}
이는 연산
{\displaystyle A_{3}^{*}\colon \left(\ker A_{2}^{*}\subseteq \operatorname {H} ^{n_{0}}(-;G_{0})\right)\to {\frac {\operatorname {H} ^{n_{3}}(-;G_{3})}{(A_{3}\circ \iota _{2})^{*}\operatorname {H} ^{n_{2}-1}(-;G_{2})}}}
을 정의한다.

## 예
특이 코호몰로지에 대하여 정의되는 코호몰로지 연산은 다음을 들 수 있다.
- 합곱 {\displaystyle \smile \colon K(G,m)\times K(G,n)\to K(G,m+n)}. 이는 불안정 연산이다.
- 스틴로드 제곱 {\displaystyle \operatorname {Sq} ^{i}\colon K(\mathbb {Z} /2,n)\to K(\mathbb {Z} /2,n+i)}
- 스틴로드 축소 제곱 {\displaystyle P^{i}\colon K(\mathbb {Z} /p,n)\to K(\mathbb {Z} /p,n+2i(p-1)}, {\displaystyle p} 소수
- 폰트랴긴 제곱 {\displaystyle K(\mathbb {Z} /p^{r},2n)\to K(\mathbb {Z} /p^{r+1},2pn)}
- 아벨 군의 짧은 완전열 {\displaystyle G/N=H}에 대하여, 복시테인 준동형 {\displaystyle K(H,n)\to K(N,n+1)}
- 포스트니코프 제곱
- 매시 곱. 이는 2차 코호몰로지 연산이다.

## 참고 문헌
- Mosher, Robert E.; Tangora, Martin C. (1968). 《Cohomology operations and applications in homotopy theory》 (영어). Harper & Row. MR 0226634.
- Steenrod, N. E. (1962). 《Cohomology operations》. Annals of Mathematics Studies (영어) 50. Princeton University Press. ISBN 978-0-691-07924-0. MR 0145525.
- Baues, Hans-Joachim (2006). 《The algebra of secondary cohomology operations》. Progress in Mathematics (영어) 247. Birkhäuser. ISBN 978-3-7643-7448-8. MR 2220189.
- Harper, John R. (2002). 《Secondary cohomology operations》. Graduate Studies in Mathematics (영어) 49. American Mathematical Society. ISBN 978-0-8218-3198-4. MR 1913285.